# Dead Letters
Dead Letters je řadové album skupiny The Rasmus z roku 2003, v USA a v Austrálii vyšlo v roce 2004.

## Seznam skladeb
| Pořadí         | Název                    | Délka |
| -------------- | ------------------------ | ----- |
| 1.             | First day of My Life     | 3:42  |
| 2.             | In the Shadows           | 4:08  |
| 3.             | Still Standing           | 3:27  |
| 4.             | In My Fife               | 4:01  |
| 5.             | Time to Burn             | 4:32  |
| 6.             | Guilty                   | 3:40  |
| 7.             | Not Like the Other Girls | 5:43  |
| 8.             | The One I Love           | 3:14  |
| 9.             | Back in the Picture      | 3:41  |
| 10.            | Funeral Song             | 3:17  |
| Celková délka: | Celková délka:           | 39:24 |